# Diathoneura cruciata
Diathoneura cruciata är en tvåvingeart som beskrevs av Oswald Duda 1925. Diathoneura cruciata ingår i släktet Diathoneura och familjen daggflugor. Inga underarter finns listade i Catalogue of Life.